# Mounir Obbadi
Mounir Obbadi (Meulan-en-Yvelines, 4 april 1984) is een Marokkaans voetballer die bij voorkeur als middenvelder speelt. Hij tekende in juli 2020 een contract bij RC France, dat hem overnam van AS Poissy. Obbadi speelde 22 wedstrijden voor het Marokkaans voetbalelftal.

## Clubcarrière
Obbadi speelde twee seizoenen voor de reserves van Paris Saint-Germain. In 2003 trok hij naar Angers SCO. Na drie seizoenen trok hij naar Troyes AC. Daar speelde hij in zes jaar 97 competitiewedstrijden. Op 24 januari 2013 werd hij voor 1,2 miljoen euro getransfereerd naar AS Monaco. Obbadi tekende hier een contract tot juni 2016. Onder Claudio Ranieri kreeg hij een basisplaats. Op 24 november 2013 scoorde hij zijn eerste doelpunt voor AS Monaco, uit tegen Nantes, het enige doelpunt van de wedstrijd.
Monaco verhuurde Obbadi gedurende het seizoen 2014-2015 aan Hellas Verona. Dat bedong daarbij een optie tot koop, maar lichtte die niet. Hij tekende in juli 2015 een contract tot medio 2017 bij Lille OSC, dat hem definitief overnam van Monaco.

## Interlandcarrière
Obbadi debuteerde in 2005 voor Marokko. In augustus 2013 werd hij weer geselecteerd voor De Leeuwen van de Atlas.
1 Zniti  ·
2 Douik ·
4 Gael Ngah ·
5 Moutouali ·
6 Ngoma ·
7 Islah ·
8 Al-Warfali ·
10 Benhalib ·
11 Jabroun ·
12 El Haddaoui ·
13 Benoun ·
15 Haddad ·
17 Ahadad ·
18 Hafidi ·
19 Malango ·
20 Jbira ·
21 Rahimi ·
22 Bouamira ·
25 Boutayeb ·
30 Nanah ·
55 Achchakir ·
96 Arjoune ·
98 El Wardi ·
Coach: vacant
· Assistent-coach: Safri